# Correspondencia matemática
Dados dos conjuntos: {\displaystyle X} e {\displaystyle Y}, y una función {\displaystyle f}, que determina alguna relación binaria entre algún elemento de {\displaystyle X} con algún elemento de {\displaystyle Y}, diremos que esa función: {\displaystyle f}, define una correspondencia entre {\displaystyle X} e {\displaystyle Y}, que representaremos:
{\displaystyle f\colon X\rightarrow Y}
cuando al menos un elemento de {\displaystyle X} está relacionado con al menos un elemento de {\displaystyle Y}.

## Un ejemplo
Si tenemos una serie de objetos, como los tubos de pintura y los pinceles, y diferenciamos por un lado los tubos y por otro los pinceles, y asociamos a cada tubo con el pincel que tiene el mismo color de pintura, tenemos una relación color de la pintura entre cada tubo y cada pincel que tenga el mismo color.
|  |
|  |
|  |
|  |
|  |
|  |

En este ejemplo, podemos definir un conjunto {\displaystyle T} de tubos de pintura y otro {\displaystyle P} de pinceles y asociar a cada tubo del conjunto {\displaystyle T}, el pincel del conjunto {\displaystyle P} que tenga su mismo color, esta asociación la representaremos con una flecha del tubo al pincel correspondiente.
Puede darse el caso que tengamos un tubo de un color pero no un pincel con el mismo color de pintura, como en el ejemplo hay un tubo de color rojo pero no hay ningún pincel con pintura de color rojo, por lo tanto del tubo rojo no sale ninguna flecha.
Puede que tengamos un tubo de un color y varios pinceles con pintura de ese mismo color, así en el ejemplo hay un tubo verde y dos pinceles con pintura verde, del tubo de color verde salen dos flechas una hasta cada pincel con pintura verde.
También puede ser que tengamos más de un tubo de un mismo color y un solo pincel con esa pintura, en este caso, como en el ejemplo, de los dos tubos azules salen las dos flechas hasta el único pincel con pintura azul, llegando dos flechas al pincel azul, una de cada uno de los tubos de color azul, como se ve en la figura.
En la figura del ejemplo se ve un pincel con pintura amarilla, pero no hay ningún tubo de pintura amarilla, por tanto a este pincel no llega ninguna flecha.
En resumen la correspondencia mismo color de la pintura entre un conjunto {\displaystyle T} de tubos de pintura, y otro conjunto {\displaystyle P} de pinceles, existe en tanto en cuanto al menos un tubo de pintura tiene el mismo color que uno de los pinceles, pudiendo ser esa relación tan sencilla o tan compleja como se quiera.
En una correspondencia matemática los conjuntos no tienen que ser necesariamente numéricos, ni la relación entre sus elementos operaciones aritméticas, sin que por ello deje de ser matemática.

## Definiciones
En una correspondencia podemos distinguir distintos conjuntos:
- Conjunto inicial: es el primero de la correspondencia, es este caso {\displaystyle X}, lo representaremos: {\displaystyle in(f)}, según el ejemplo:

{\displaystyle X={\rm {in}}(f)=\{1,2,3,4\}\,}
En el segundo ejemplo, tenemos una correspondencia entre un conjunto de pinceles {\displaystyle P} y un conjunto de caras {\displaystyle C} que hemos pintado con esos pinceles, la correspondencia asocia a cada pincel la cara del mismo color, en este ejemplo el conjunto inicial será:
| {\displaystyle P={\rm {in}}(color)=\{\,} | , | , | , |  | {\displaystyle \}\,} |
- Conjunto final: es el segundo de la correspondencia en este caso {\displaystyle Y}, lo representaremos como {\displaystyle fin(f)}, según el ejemplo:

{\displaystyle Y={\rm {fin}}(f)=\{a,b,c,d\}\,}
En el ejemplo de los pinceles y las caras el conjunto final está formado por:
| {\displaystyle C={\rm {fin}}(color)=\{\,} | , | , | , |  | {\displaystyle \}\,} |
- Conjunto origen: es el formado por los elementos del conjunto inicial, que están relacionados con algún elemento del conjunto final, lo representaremos {\displaystyle or(f)}, en el ejemplo será:

{\displaystyle {\rm {or}}(f)=\{2,3\}\,}
Los pinceles de los que hay una cara pintada es el conjunto origen, de la correspondencia mismo color:
| {\displaystyle {\rm {or}}(color)=\{\,} | , | , |  | {\displaystyle \}\,} |
- Conjunto imagen: es el formado por los elementos del conjunto final con los que están relacionados los elementos del conjunto origen, lo representaremos {\displaystyle Im(f)}, en el ejemplo:

{\displaystyle {\rm {Im}}(f)=\{c,d\}\,}
Las caras para las que hay un pincel de su color es el conjunto imagen:
| {\displaystyle {\rm {Im}}(color)=\{\,} | , | , |  | {\displaystyle \}\,} |
- Elementos homólogos: dos elementos, uno del conjunto origen y otro del conjunto imagen, se dice que son homólogos, si están relacionados según la correspondencia {\displaystyle f}, en el ejemplo los siguientes pares ordenadas son homólogos:

{\displaystyle (2,d),\;(3,c)}
Los pares ordenados formados por un pincel y una cara del mismo color son:
| {\displaystyle (\,} | , | {\displaystyle ),(\,} | , | {\displaystyle ),(\,} | , | {\displaystyle )\,} |
- Imagen de un elemento: dado un elemento {\displaystyle x} del conjunto origen, y otro elemento {\displaystyle y} del conjunto imagen, se dice que {\displaystyle y} es imagen de {\displaystyle x} y se representa:

{\displaystyle f(x)=y\,}
si el elemento {\displaystyle x} está relacionado con el elemento {\displaystyle y} según la correspondencia {\displaystyle f}. en el ejemplo tenemos que:
{\displaystyle f(2)=d\,}
{\displaystyle f(3)=c\,}
La correspondencia color por la que a cada pincel se le asocia la cara pintada del mismo color es:
| {\displaystyle {\rm {color}}(\,} {\displaystyle )=\,} |
| {\displaystyle {\rm {color}}(\,} {\displaystyle )=\,} |
| {\displaystyle {\rm {color}}(\,} {\displaystyle )=\,} |

## Correspondencia definida a partir del producto cartesiano
Dados los conjuntos {\displaystyle X} (conjunto inicial) e {\displaystyle Y} (conjunto final) y definido el producto cartesiano {\displaystyle X\times Y}, de estos dos conjuntos, como el conjunto de pares ordenados {\displaystyle (x,y)}, donde {\displaystyle x\in X} e {\displaystyle y\in Y}, dado el conjunto {\displaystyle F} que contiene a los pares homónimos de la correspondencia {\displaystyle f}, y {\displaystyle F\subset (X\times Y)} define esa correspondencia en su totalidad.
Por lo tanto podemos decir que una correspondencia entre dos conjuntos {\displaystyle X} e {\displaystyle Y} es un subconjunto {\displaystyle F} del producto cartesiano {\displaystyle X\times Y}, que recoge los pares ordenados {\displaystyle (x,y)}, que forman la correspondencia.

### Ejemplo 1
| d   | (1,d) | (2,d) | (3,d) | (4,d) |
| c   | (1,c) | (2,c) | (3,c) | (4,c) |
| b   | (1,b) | (2,b) | (3,b) | (4,b) |
| a   | (1,a) | (2,a) | (3,a) | (4,a) |
| X×Y | 1     | 2     | 3     | 4     |

en el diagrama anterior, tenemos los conjuntos:
{\displaystyle X=\{1,2,3,4\}\,}
{\displaystyle Y=\{a,b,c,d\}\,}
el producto {\displaystyle X\times Y} es:
| {\displaystyle X\times Y} | {\displaystyle =\{\,} | {\displaystyle (1,a),\,(1,b),\,(1,c),\,(1,d),} |                      |
|                           |                       | {\displaystyle (2,a),\,(2,b),\,(2,c),\,(2,d),} |                      |
|                           |                       | {\displaystyle (3,a),\,(3,b),\,(3,c),\,(3,d),} |                      |
|                           |                       | {\displaystyle (4,a),\,(4,b),\,(4,c),\,(4,d)}  | {\displaystyle \}\,} |

el conjunto F es el siguiente:
{\displaystyle F=\{(2,d),(3,c)\}\,}
Se puede apreciar que {\displaystyle F\subset (X\times Y)} y que {\displaystyle F} define la correspondencia en su totalidad.

### Ejemplo 2
Partiendo de la correspondencia entre los tubos de pintura {\displaystyle T}, y los pinceles {\displaystyle P}, asociando a cada tubo el pincel que tiene pintura del mismo color.
La correspondencia vendrá definida por los pares ordenados:
| {\displaystyle F=\{(\,} | , | {\displaystyle ),(\,} | , | {\displaystyle ),(\,} | , | {\displaystyle )\}\,} |
Vemos que el conjunto inicial es:
| {\displaystyle T=\{\,} | , | , | , |  | {\displaystyle \}\,} |
y el conjunto final:
| {\displaystyle P=\{\,} | , | , | , |  | {\displaystyle \}\,} |
|  |  |  |  |  |
|  |  |  |  |  |
|  |  |  |  |  |
|  |  |  |  |  |
|  |  |  |  |  |

El producto cartesiano de {\displaystyle T} por {\displaystyle P} es el conjunto de pares ordenados de cada uno de los tubos de {\displaystyle T} con cada uno de los pinceles de {\displaystyle P}, en la cuadrícula podemos ver en la fila inferior cada uno de los tubos del conjunto {\displaystyle T}, y en la columna da la izquierda cada uno de los pinceles del conjunto {\displaystyle P}, donde se cortan una fila y una columna están el tubo y el pincel correspondientes, se ha destacado el fondo de las pares que forman parte de la correspondencia.

## Correspondencia inversa
Dada una correspondencia entre los conjuntos {\displaystyle A} y {\displaystyle B}, representada:
{\displaystyle f:A\rightarrow B}
se define como correspondencia inversa de {\displaystyle f}, que llamaremos {\displaystyle f^{-1}\,}:
{\displaystyle f^{-1}:B\rightarrow A}
a la que asocia la imagen de la función {\displaystyle f} con su origen.
Definida una correspondencia {\displaystyle F} como un subconjunto del producto cartesiano de {\displaystyle A\times B}, donde los pares ordenados {\displaystyle (a,b)} son los asociados por la correspondencia, la correspondencia inversa {\displaystyle F^{-1}\,} es el subconjunto del producto cartesiano {\displaystyle B\times A}, formado por los pares ordenados {\displaystyle (b,a)} obtenidos de cambiar el orden de la correspondencia {\displaystyle F}.
Así, si tenemos un conjunto {\displaystyle T} de tubos de pintura y otro conjunto {\displaystyle P} de pinceles y asociamos por una relación {\displaystyle f} a cada tubo de {\displaystyle T} el pincel con pintura del mismo color:
{\displaystyle f:T\rightarrow P}
y esta función está definida por los pares ordenados:
| {\displaystyle \,(} | , | {\displaystyle ),\,(} | , | {\displaystyle ),\,(} | , | {\displaystyle )\,} |
La correspondencia inversa será la que partiendo del conjunto de pinceles {\displaystyle P} asocia a cada pincel el tubo del conjunto {\displaystyle T} de pintura del mismo color:
{\displaystyle f^{-1}:P\rightarrow T}
que estará definida por los pares ordenados:
| {\displaystyle \,(} | , | {\displaystyle ),\,(} | , | {\displaystyle ),\,(} | , | {\displaystyle )\,} |

## Tipos de correspondencias
Dado el conjunto de todas las correspondencias: C posibles entre dos conjuntos, se pueden distinguir:
Las correspondencias unívocas: U, si cumplen la unicidad de imagen.
Las correspondencias biunívocas: B, si cumplen la unicidad de origen y de imagen.
Las aplicaciones A, si cumplen la unicidad y la existencia de imagen.
Las aplicaciones sobreyectivas: S, si se cumple la unicidad y existencia de imagen y la existencia de origen.
Así como las intersecciones de esos conjuntos.

### Clasificación según la unicidad
Partiendo de dos conjuntos, uno inicial {\displaystyle X}, y otro final {\displaystyle Y}, y todas las posibles correspondencias que se pueden hacer entre estos dos conjuntos, por su interés podemos diferenciar las correspondencias unívocas y biunívocas.
- Una correspondencia es unívoca: U si cada elemento inicial solo tienen una imagen.

Informalmente: "si sólo sale una flecha de cada elemento del conjunto inicial que tenga imagen".
- Una correspondencia es biunívoca: B si cada elemento inicial solo tienen una imagen, y cada elemento imagen solo tiene ese origen.

Informalmente: "si sólo sale una flecha del elemento del conjunto inicial que tenga imagen y tal elemento del conjunto final tenga solo esa flecha que llegue a un origen".
No es necesario en ninguno de los dos casos que todos los elementos de {\displaystyle X} tengan una imagen, ni que todos los elementos de {\displaystyle Y} tengan un origen, claramente una correspondencia tiene que ser unívoca para poder ser biunívoca.
Si representamos con un rectángulo todas las posibles correspondencias entre los conjuntos {\displaystyle X} e {\displaystyle Y}, si el conjunto {\displaystyle U} es el de las correspondencias unívocas, y al {\displaystyle B} el de las biunívocas, en un Diagrama de Venn, se ve claramente que el conjunto de las correspondencias biunívocas es un subconjunto de las correspondencias unívocas.

#### Correspondencia no unívoca
- Es la correspondencia en la que al menos uno de los elementos origen tiene dos o más imágenes. En el diagrama de Venn, son las correspondencias que no pertenecen a U: U’.

Si el conjunto inicial es el de los alumnos de un centro escolar, y el conjunto final el de las asignaturas que se imparten en ese centro, la correspondencia de alumnos con asignaturas, no será unívoca cuando al menos un alumno estudia dos o más asignaturas.
En el diagrama de la figura el elemento 3 tiene dos imágenes: b y c, esto hace que la correspondencia no sea unívoca, independientemente de la relación que tengan el resto de los elementos. Esta doble imagen para un único origen da lugar a que podamos decir:
{\displaystyle f(3)=b\,}
{\displaystyle f(3)=c\,}
Siendo las dos expresiones ciertas.

#### Correspondencia unívoca
- Es una correspondencia donde cada elemento del conjunto origen se corresponde con solo un elemento del conjunto imagen.

En el diagrama de Venn son las correspondencias que pertenecen a U.

#### Correspondencia unívoca, no biunívoca
- Es la que a cada origen le corresponde una única imagen, pero no todas las imágenes tienen un único origen. En el diagrama de Venn, son las correspondencias que pertenecen a U pero no a B: U-B.

Si el conjunto inicial es el de las personas de una población, y el conjunto final el de los domicilios de esa población, la correspondencia de personas con domicilios, será unívoca pero no biunívoca cuando, cada persona viva en un único domicilio y en algún domicilio vivan varias personas.
La correspondencia representada en este diagrama es unívoca, pero no es biunívoca porque el elemento d, tiene dos orígenes: 1 y 2. Así tenemos que:
{\displaystyle f(1)=d\,}
{\displaystyle f(2)=d\,}
esto hace que no sea una correspondencia biunívoca, aunque por el resto de las relaciones si pueda serlo.

#### Correspondencia biunívoca
- Es una correspondencia unívoca cuya correspondencia inversa también es unívoca.

Es decir:
cada elemento del conjunto origen se corresponde con solo un elemento del conjunto imagen, y
cada elemento del conjunto imagen se corresponde con solo un elemento del conjunto origen.
En el diagrama de Venn son las correspondencias que pertenecen a B.
Ejemplos
- En el diagrama de la figura se ve que:

{\displaystyle f(2)=a\,}
{\displaystyle f(3)=b\,}
{\displaystyle f(4)=d\,}
siendo estas todas las relaciones de esta correspondencia. Los elementos origen tienen una única imagen, y los elementos imagen tienen un único origen, puede haber elementos sin imagen como el 1, y elementos sin origen como la c, pero esto no influye en la definición de biunicidad.
- Si consideramos como conjunto origen el de personas, y por conjunto imagen el de automóviles, esta correspondencia será biunívoca cuando las personas que tienen automóvil tienen un solo automóvil, y cada automóvil tenga un solo propietario.
- Se puede establecer una correspondencia biunívoca entre cada número natural con su cuadrado.
- Otro ejemplo podría ser una correspondencia biunívoca entre cada estudiante con su número de matriculación.
- Una relación biunívoca muy utilizada e independiente de otros valores es la existente entre el valor de la propiedad termométrica utilizada y el valor numérico de la temperatura asignada. Esto es que cada valor de temperatura se corresponde únicamente con un valor de la escala del termómetro y cada valor de la escala del termómetro se corresponde únicamente con un valor de temperatura.

## Aplicación matemática
Dada una correspondencia matemática entre todos los elementos del conjunto {\displaystyle X} con los elementos del conjunto {\displaystyle Y}, diremos que esta correspondencia, {\displaystyle f}, es una aplicación entre {\displaystyle X} e {\displaystyle Y} cuando cada elemento de {\displaystyle X} está relacionado con un único elemento de {\displaystyle Y}. Suele llamarse también función matemática y se representa:
{\displaystyle f:X\rightarrow Y}
Vulgarmente: todos los elementos del conjunto origen tienen flecha y sólo una
Esto es: una correspondencia matemática es una aplicación, si todos los elementos del conjunto inicial tienen una imagen y solo una imagen.
En el diagrama se pueden ver los conjuntos {\displaystyle X} e {\displaystyle Y}:
| d   | (1,d) | (2,d) | (3,d) | (4,d) |
| c   | (1,c) | (2,c) | (3,c) | (4,c) |
| b   | (1,b) | (2,b) | (3,b) | (4,b) |
| a   | (1,a) | (2,a) | (3,a) | (4,a) |
| X×Y | 1     | 2     | 3     | 4     |

{\displaystyle X=\{1,2,3,4\}\,}
{\displaystyle Y=\{a,b,c,d\}\,}
Como se puede ver, a cada uno de los elementos de {\displaystyle X} le corresponde un único elemento de {\displaystyle Y}. El elemento {\displaystyle a} de {\displaystyle Y} no tiene origen y el elemento {\displaystyle b} tiene dos orígenes (el 1 y el 4), pero esto no afecta a la definición de aplicación como tipo de correspondencia.

### Tipos de Aplicación matemática
Dados dos conjuntos {\displaystyle X}, {\displaystyle Y}, y todas las posibles aplicaciones: A que pueden formarse entre estos dos conjuntos, se pueden diferenciar los siguientes casos:
- Si a cada imagen le corresponde un único origen, inyectiva.

Vulgarmente: «a cada elemento del conjunto final que tenga origen, le llega sólo una flecha».
- Si la aplicación es sobre todo el conjunto final, sobreyectiva: S.

Vulgarmente: «si a todos los elementos del conjunto final les llega una flecha, al menos».
Además de estos dos casos característicos, una aplicación puede ser inyectiva y sobreyectiva simultáneamente, que se denominan biyectiva, o ninguna de ellas en cuyo caso no tiene un nombre específico.
Vulgarmente: "en una aplicación biyectiva todos los elementos origen tienen una flecha y a todos los elementos imagen, les llega una sola flecha".
Vamos a representar los tipos de aplicaciones en un Diagrama de Venn, el conjunto universal U, representado por un rectángulo, es el de todas las posibles aplicaciones, el conjunto {\displaystyle A} es el de las aplicaciones inyectivas, y el conjunto {\displaystyle B} el de las sobreyectivas, esto nos permite ver los distintos tipos de aplicaciones de un modo gráfico.

#### Aplicación inyectiva y no sobreyectiva
En una aplicación inyectiva cada elemento imagen tendrá un único origen y una no sobreyectiva tendrá al menos un elemento del conjunto final que no tenga elemento origen.
En el diagrama de Venn corresponden a las aplicaciones que pertenecen a {\displaystyle A} y no pertenecen a {\displaystyle B}, esto es, las que pertenecen a la diferencia de {\displaystyle A} y {\displaystyle B}: {\displaystyle A-B}.
En estas aplicaciones la cardinalidad de {\displaystyle X} es siempre menor que la de {\displaystyle Y}, esto es, el conjunto {\displaystyle Y} tendrá mayor número de elementos que {\displaystyle X} cuando tratamos de compararlos.

##### Ejemplo
en el diagrama de la figura:
todos los elementos de {\displaystyle Y}, que tienen origen, tienen un único origen, esto hace que la aplicación sea inyectiva
el elemento {\displaystyle d} de {\displaystyle Y}, no tiene ningún origen por lo que esta aplicación no es sobreyectiva.

##### Segundo ejemplo
Partiendo del conjunto de pinceles con pintura de colores:
| {\displaystyle P=\{\,} | , | , |  | {\displaystyle \}\,} |
Sobre el conjunto de caras pintadas:
| {\displaystyle C=\{\,} | , | , | , |  | {\displaystyle \}\,} |
Asociando cada pincel con la cara correspondiente:
Dado que cada pincel tiene una cara y solo una cara de su color esta correspondencia es una aplicación, como las caras que tiene pincel de su color, tienen un solo pincel de su color, la aplicación es inyectiva, y como la cara pintada de amarillo, no tiene ningún pincel de este color, la aplicación no es sobreyectiva.

#### Aplicación no inyectiva y sobreyectiva
Una aplicación no inyectiva tiene al menos un elemento imagen que tiene dos o más orígenes y una sobreyectiva todos los elementos del conjunto final tienen al menos un elemento origen.
En el diagrama de Venn corresponden a las aplicaciones que no pertenecen a A y si pertenecen a B, esto es las que pertenecen a la diferencia de B y A: B-A.
Para esta aplicación el conjunto X ha de tener mayor número de elementos que Y, la cardinalidad de X ha de ser mayor que la de Y.

##### Ejemplo
en el diagrama de la figura:
el elemento c de Y, tiene dos orígenes: el 3 y el 4, por lo que esta aplicación no es inyectiva.
todos los elementos de Y, tienen origen, esto hace que la aplicación sea sobreyectiva.

##### Segundo ejemplo
Igual que en el ejemplo anterior partiremos del conjunto de pinceles con pintura de colores:
| {\displaystyle P=\{\,} | , | , | , |  | {\displaystyle \}\,} |
En este caso hay dos pinceles con pintura azul, pero a pesar de tener el mismo color de pintura son dos pinceles distintos.
Como conjunto final tenemos el conjunto de caras pintadas:
| {\displaystyle C=\{\,} | , | , |  | {\displaystyle \}\,} |
Asociando cada pincel con la cara del mismo color, vemos que cada pincel tiene una cara pintada de su color y solo una, esto hace que la correspondencia sea una aplicación, la cara azul tiene dos pinceles de su mismo color, por lo que no es inyectiva, todas las caras tiene un pincel con su color, luego la aplicación es sobreyectiva.

#### Aplicación inyectiva y sobreyectiva (biyectiva)
Si una aplicación es inyectiva y sobreyectiva simultáneamente, se denomina biyectiva. Por ser inyectiva los elementos que tienen origen tienen un único origen y por ser sobreyectiva todos los elementos del conjunto final tienen origen.
En el diagrama de Venn el conjunto A es el de las aplicaciones inyectiva y el conjunto B el de las aplicaciones sobreyectiva, las aplicaciones biyectiva, que son inyectiva y sobreyectiva, será la intersección de A y B.
Estas dos circunstancias dan lugar a que el conjunto X e Y tengan el mismo número de elementos, la cardinalidad de X es la misma que la de Y, esto tiene una gran importancia cuando se pretende comparar dos conjuntos:
- Si dados dos conjuntos podemos encontrar una aplicación biyectiva entre ellos, podemos afirmar, que los dos conjuntos tienen el mismo número de elementos. La cardinalidad de X es igual a la de Y.

##### Ejemplo
en el diagrama de la figura:
todos los elementos de Y, que tienen origen, tienen un único origen, esto hace que la aplicación sea inyectiva
todos los elementos de Y, tienen origen, esto hace que la aplicación sea sobreyectiva.
Si tomaremos por conjunto inicial el conjunto de los números naturales:
{\displaystyle X=\{1,2,3,...\}\,}
y por conjunto final el de los números naturales pares:
{\displaystyle Y=\{2,4,6,...\}\,}
Podemos ver que la relación
{\displaystyle f:X\rightarrow Y}
{\displaystyle f:x\mapsto 2x}
Por el que a cada número natural x de X, le asociamos un número par 2x de Y, se cumple:
1. f: es una aplicación, dado que a cada uno de los valores x de X le corresponde un único valor 2x de Y.
2. esta aplicación es inyectiva dado que a cada número par 2x de Y le corresponde un único valor x de X.
3. y es sobreyectiva porque todos los números pares tienen un origen.

Esto nos permite afirmar que hay el mismo número de números naturales que de números naturales pares, se da la paradoja de que los números naturales pares en un subconjunto propio de los números naturales, esta circunstancia solo se da con los conjuntos infinitos.

##### Segundo ejemplo
Tomando el conjunto de pinceles como conjunto inicial:
| {\displaystyle P=\{\,} | , | , | , |  | {\displaystyle \}\,} |
y el de caras como conjunto final:
| {\displaystyle C=\{\,} | , | , | , |  | {\displaystyle \}\,} |
La correspondencia que asocia cada pincel con la cara de su mismo color es una aplicación porque todos los pinceles tienen una cara con su color y solo una cara de ese color, la aplicación es inyectiva porque un pincel corresponde con una sola cara, y es sobreyectiva porque todas las caras tiene un pincel de su color, al ser inyectiva y sobreyectiva simultáneamente esta aplicación es biyectiva.
Una aplicación biyectiva hace corresponder los elementos del conjunto inicial con los del conjunto final uno a uno, pudiéndose decir que hay el mismo número de elementos en el conjunto inicial que en el final.

#### Aplicación no inyectiva y no sobreyectiva
Una aplicación no inyectiva tendrá al menos un elemento imagen que tenga dos o más orígenes y una no sobreyectiva tendrá al menos un elemento del conjunto final que no tenga elemento origen. Este tipo de aplicaciones no tiene un nombre específico y quizá sean las que presenten, desde el punto de vista matemático, un menor interés.
Para esta aplicación los conjuntos X e Y no son comparables, y no podemos plantear ningún supuesto sobre su cardinalidad, partiendo de su comparación, ni sobre su número de elementos.
En el diagrama de Venn corresponden a las aplicaciones que no pertenecen a A y no pertenecen a B, esto es las que no pertenecen a la unión de A y B.

##### Ejemplo
en el diagrama de la figura:
el elemento b de Y, tiene dos orígenes: 1 y 2, esto hace que esta aplicación no sea inyectiva
el elemento a de Y, no tiene ningún origen por lo que esta aplicación no es sobreyectiva

##### Segundo ejemplo
Si tomamos como conjunto inicial el de pinceles de colores:
| {\displaystyle P=\{\,} | , | , | , |  | {\displaystyle \}\,} |
y como conjunto final el de caras coloreadas:
| {\displaystyle C=\{\,} | , | , | , |  | {\displaystyle \}\,} |
Vemos que todos los pinceles tiene una cara y solo una cara de su mismo color, luego esta correspondencia es una aplicación matemática.
Como la cara azul tiene dos pinceles de su color la aplicación no es inyectiva, y como la cara amarilla no tiene ningún pincel de ese color no es sobreyectiva, luego esta aplicación es no inyectiva y no sobreyectiva.